# فورشتنبورگ
شهر فورشتنبورگدر ایالت بادن-وورتمبرگ در کشور آلمان واقع شده‌است.